# Ruellia speciosa
Ruellia speciosa là một loài thực vật có hoa trong họ Ô rô. Loài này được (Nees ex A. DC.) Lindau miêu tả khoa học đầu tiên năm 1895.